# Tomer Bar
Tomer Bar (hebrejsky תומר בר‎; * 1969) je izraelský generál, který od roku 2022 velí vojenskému letectvu. Než byl vybrán jako nástupce Amikama Norkina ve funkci velitele letectva, sloužil Bar jako šéf Ředitelství organizace sil IDF, reorganizovaného nástupce dříve existujícího Plánovacího ředitelství.

## Život
Bar se narodil v roce 1969 jako jedno ze šesti dětí Erely a Natana Barových. Do IOS vstoupil v roce 1987 a v roce 1989 s vyznamenáním ukončil pilotní kurz.
Sloužil jako stíhací pilot F-16 u 110., 116. a 140. perutě. Po období studia ve Spojených státech byl v roce 1998 přidělen jako pilot F-15 k 133. peruti.
V letech 1999 až 2002 působil jako vedoucí operačního odboru na velitelství vzdušných sil. V roce 2005 byl Bar jmenován velitelem 69. perutě, vybavené letouny F-15I, jíž velel během druhé libanonské války. Během jeho funkčního období peruť provedla operaci Ovocný sad, zničení syrského jaderného zařízení 6. září 2007. Během své služby působil tři roky jako šéf operačního oddělení letectva, včetně operace Lité olovo. V roce 2010 byl jmenován velitelem Letecké akademie izraelského letectva a v této funkci působil až do roku 2012.
V únoru 2012 byl povýšen do hodnosti brigádního generála a jmenován velitelem letecké základny Tel Nof, kde se účastnil výcviku operátorů bezpilotních letounů a velel jí během operace Pilíř obrany. Dne 17. října 2017 byl jmenován náčelníkem štábu vzdušných sil a v této funkci působil až do 22. října 2019, včetně izraelsko-syrského incidentu v únoru 2018. Dne 18. června 2020 byl povýšen do hodnosti generálmajora a 21. června byl jmenován vedoucím ředitelství pro organizaci sil IOS.
V září 2021 byl oznámen jako designovaný nástupce velitele letectva a 4. dubna 2022 se ujal funkce velitele vzdušných sil, v níž nahradil generálmajora Amikama Norkina.
V průběhu roku 2023 čelil těžkostem, když někteří záložní piloti odmítli sloužit v rámci svého zapojení do protestů proti izraelským soudním reformám v roce 2023. V červenci 2023 v reakci na útoky pravicových politiků a aktivistů proti IOS během protestů uvedl, že „pro ostrá prohlášení pronesená v posledních dnech proti IOS a letectvu, jak aktivním tak záložním složkám, není v naší společnosti místo, taková jen znesvěcují a způsobují velké škody soudržnosti našich sil“. Dne 3. října 2023 dal Bar ultimátum těm pilotům protestujícím proti soudní reformě, kteří odmítali sloužit, aby se vrátili do služby do 17. října, jinak riskovali vyřazení z letectva.
Dne 7. října 2023 zahájila militantní skupina Hamás překvapivý útok na Izrael, který měl za následek smrt stovek izraelských civilistů a vojáků. Letectvo pod Barovým velením se účastnilo operací k zadržení teroristů, kteří během útoku pronikli do Izraele a rovněž zahájilo intenzivní údery v Pásmu Gazy a Libanonu a hrálo významnou úlohu v boji proti íránským úderům na Izrael v dubnu 2024. Během války také absolvoval několik bojových letů.